# Romain Khedimi
Pas d'image ? Cliquez ici

a Compétitions nationales et continentales officielles uniquement.

Romain Khedimi, né le 29 septembre 2001 à Perpignan, est un joueur de rugby à XIII français évoluant au poste de pilier.
Durant son enfance, il fait une formation au rugby à XV avec l'USA Perpignan avant d'opter pour une double licence XV-XIII et de choisir le rugby à XIII à la suite de la volonté de l'USA Perpignan de ne choisir qu'un seul code de rugby. C'est ainsi qu'il intègre la réserve des Dragons Catalans, Saint-Estève XIII Catalan, et y dispute le Championnat de France.

## Biographie
Son père, Mathieu Khedimi, est un joueur et entraîneur de rugby à XIII qui a fait sa carrière à Saint-Estève. Son frère Matthieu Khedimi, est également joueur de rugby à XIII. Il découvre le rugby à quatre ans en rejoignant le club de rugby à XV USA Perpignan. Durant sa formation, il dispute deux saisons en double licence entre l'USA Perpignan et le rugby à XIII. Finalement, le club quinziste lui impose d'abandonner le XIII s'il veut poursuivre, ce que à quoi Khedimi a répondu par un choix définitif pour le rugby à XIII. Il intègre ensuite la réserve des Dragons Catalans, Saint-Estève XIII Catalan, et y dispute le Championnat de France.
En 2021, dans le cadre d'une rencontre de préparation des Dragons Catalans, il est sélectionné dans le XIII du Président réunissant les meilleurs éléments du Championnat de France.

## Palmarès

### En club
| Saison    | Club                      | Compétition           | Matchs | Points | Essais | Goals | Drops |
| --------- | ------------------------- | --------------------- | ------ | ------ | ------ | ----- | ----- |
| 2019-2020 | Saint-Estève XIII Catalan | Championnat de France | 4      | -      | -      | -     | -     |
| 2020-2021 | Saint-Estève XIII Catalan | Championnat de France | 7      | 8      | 2      | -     | -     |